# Drapelul Estoniei

Drapelul Estoniei. Raport: 7:11

Drapelul Estoniei este format din trei benzi orizontale de dimensiuni egale în culorile albastru, negru și alb.
Se zice ca culorile de pe steagul Estoniei reprezinta cerul albastru, copacii de o culoare închisă spre negru tipică zonei și zăpada albă.